# Dialektikus teológia
A dialektikus teológia modern protestáns teológiai irányzat, melynek létrehozása elsősorban Karl Barth nevéhez fűződik. Ellentétben a neotomizmussal, ezen irányzat a teológia alapjait és igazolását nem a filozófiákban és a profán tudományokban keresi, hanem a kinyilatkoztatásra támaszkodik. A Biblia, mint a kinyilatkoztatás egyetlen forrása, nem igényli a történetkritikai elemzéseket. A Biblia központi részét, a Krisztus-eseményt, ki kell az egészből emelni, s ennek alapján kell a többi részt értelmezni. 
Visszatérve a reformátorok álláspontjához, azt tanítja, hogy a Bibliát csakis önmaga igazolhatja.
A profán tudományok nem alkalmasak a teológiai igazságok vizsgálatára, a teológia pedig nem illetékes a tudományok területén: mindkettőnek saját, jól körülhatárolható területe van, amelyet nem szabad átlépnie. Ezért hit és tudás között sem harmónia, sem pedig összeütközés nem jöhet létre, mert a valóság más-más sikjának vizsgálatával foglalkoznak. E tanitásával az irányzat a kettős igazság modern változatát alkotta meg, hogy a teológiát elzárja a tudomány kritikája elől. 

## Fő képviselői
- Karl Barth
- Eduard Thurneysen
- Emil Brunner
- Rudolf Bultmann
- Friedrich Gogarten
- Georg Merz
- Dietrich Bonhoeffer